# Ferrari P4/5 by Pininfarina
A Ferrari P4/5 by Pininfarina é um modelo customizado pela Pininfarina com base na Ferrari Enzo.
Seu proprietário James Glickenhaus, diretor de cinema e conhecido entusiasta da marca foi procurado pela Pinifarina com a ideia de produzir um carro único.
A inspiração veio de sua Ferrari P3/4. Ele, então, comprou a última Ferrari Enzo fabricada, e com mais de 200 componentes modificados e novo desenho feito pelo designer Jason Castriota surgia, finalmente, em 2006, a P4/5.
O projeto, tão bem executado, teve a posterior e excepcional anuência do presidente da Ferrari, Luca de Montezemolo, passando a ser considerado veículo oficial da marca. Daí a sua singularidade.
Apesar de compartilhar a mesma base mecânica, suas formas mais aerodinâmicas permitiam desempenho ligeiramente superior e, especula-se, serviriam de inspiração para a Ferrari LaFerrari.
O Ferrari P4/5 pode acelerar de 0-100 quilômetros por hora (0-62 mph) em 3 segundos, e alcança uma velocidade máxima de 233 mph (375 km/h).